# 全國廣播
全國廣播是臺灣的調頻（FM）地區性廣播電台，發送區域以臺中市為主，彰化縣、澎湖縣馬公及部分雲林縣、南投縣、苗栗縣、北嘉義縣和嘉義市部份區域仍可收聽，頻率為FM106.1。

## 簡介
當初以「台中」為名向行政院新聞局申請時，被新聞局以台中廣播已申請為由駁回；有個股東便突發奇想，「中」字有如一隻腳、支撐得很累，不如用「全國」來得穩，於是就改為全國廣播。
全國廣播為全台唯一使用106.1 Mhz的廣播電台。
2022年推出全台第一個廣播電台NFT。

## 歷史
- 1993年12月17日，行政院新聞局核發「台中調頻廣播電台籌備處」籌設許可[1]。
- 1994年12月23日正式開播，頻率定為FM105.9，是台灣中部第一家合法中功率電台，播出時間為每天上午4點55分至隔天凌晨2點[2][3]。
- 1999年3月29日頻率更動至FM106.1。
- 2011年11月，全國廣播推出由蘇打綠演唱的限定版台呼[4][5]。
- 2015年10月1日，因高層人事改組，更換新版台標，並更換台歌。
- 2019年5月10日，全國廣播總經理林俊杰，前往中國大陸與參加旺中集團與北京日報報業集團共同舉辦「兩岸媒體人北京峰會」，與中國政委汪洋與會。

## 性質
中部綜合型地方電台，新聞、音樂、資訊兼具。

## 特色
全國廣播的節目型態主要是以音樂及資訊為主，除了提供華語及東西洋音樂外，也會提供中部地方新聞及活動資訊，屬於音樂與在地資訊結合的電台。在早上7點至9點的「早安雙響炮」及下午5點到7點的「晚安168」也會提供當日的重點新聞及中部地區路況，早上7點、中午12點、晚上六點聯播TVBS新聞台，報導最新焦點新聞，週一到週五晚間9點播出5分鐘娛樂新聞。
2001年，全國廣播於週一至週五中午12點聯播《中視午間新聞》，晚間7點至7點20分聯播《中視新聞全球報導》（2002年1月起中午12點改聯播TVBS《無線午報》）。（2021年6月起改星期六和星期日中午12點晚上六點TVBS《無線午報》）。
星期日下午4點~晚上7點的「誰來買單」以專訪方式，提供中部地區的美食/房產等生活資訊。
從2013年7月1日起，全國廣播節目表大改組。2015年12月23號節目大變動，造成聽眾諸多討論。
全國廣播曾使用「嘟嘟聲」做為整點報時聲（整點前3秒），已於2022年9月起停止使用。

## 獎項
| 獲提名                 | 獎項                            | 結果 |
| ---------------------- | ------------------------------- | ---- |
| 生活AGOGO-說在地的故事 | 第55屆廣播金鐘獎 藝術文化節目獎 | 獲獎 |
| 販奇網-喜歡的蛋糕篇    | 第56屆廣播金鐘獎 商品類廣告獎   | 獲獎 |

## 新聞時段
- 整點新聞：週一至週五 09:00(陳建國)、10:00(阮治融)、12:00(廖佳倩)、14:00(陳依婉)、17:00(張益誌)、18:00(張益誌)

## 周刊選讀
週一至週五 08:00、11:00、13:00、15:00、19:00、23:00。
週六 21:00、23:00

## 參閱
- 臺灣廣播電台列表
- 蘇打綠

## 外部連結
- 全國廣播 （页面存档备份，存于）
- FM106全國廣播的Facebook專頁